# سرته
سرته (به اسپانیایی: Cereté) یک سکونتگاه مسکونی در کلمبیا است که در بخش کوردوبا واقع شده‌است.

## خصوصیات
سرته ۳۵۲ کیلومترمربع مساحت و ۵۸٬۹۲۵ نفر جمعیت دارد و ۱۲ متر بالاتر از سطح دریا واقع شده‌است.